# Paul Weissensteiner
Paul Weissensteiner (* 21. Dezember 1990 in Wien) ist ein ehemaliger österreichischer Fußballspieler.

## Karriere
Weissensteiner begann seine Karriere beim SC Team Wiener Linien. 2002 wechselte er in die Jugend des VfB Admira Wacker Mödling. Sein Debüt für die Amateurmannschaft der Niederösterreicher in der Regionalliga gab er im Mai 2007, als er am 27. Spieltag der Saison 2006/07 gegen den Wiener Sportklub in der Nachspielzeit für Mario Hofecker eingewechselt wurde.
Nach dem Lizenzentzug der Profis absolvierte er im August 2007 gegen den SV Horn erstmals ein Spiel für die Kampfmannschaft in der Regionalliga. Im Jänner 2008 wurde er als Kooperationsspieler an den Zweitligisten ASK Schwadorf verliehen. Sein Debüt für Schwadorf in der zweiten Liga gab er im April 2008, als er am 29. Spieltag der Saison 2007/08 gegen den FC Kärnten in der 62. Minute für Thomas Reitprecht in die Partie gebracht wurde.
Im Sommer 2008 wurde der ASK Schwadorf nach Mödling verlegt und in FC Trenkwalder Admira umbenannt. Weissensteiner spielte daraufhin bei der eigentlichen Admira weiter, welche zur Amateurmannschaft der neuen Admira geworden war. Zu Profieinsätzen für Weissensteiner für die Admira kam es nicht.
Zur Saison 2011/12 wechselte Weissensteiner zum SK Schwadorf 1936, dem Nachfolger des ursprünglichen ASK Schwadorf, für den auch Weissensteiner noch gespielt hatte, in die niederösterreichische Landesliga. Im Sommer 2012 wechselte er zum Ligakonkurrenten SC Mannsdorf. Nach einer Saison verließ er den Verein aus Mannsdorf an der Donau wieder. Nachdem er allerdings ein halbes Jahr vereinslos gewesen war, kehrte er im Jänner 2014 zu Mannsdorf zurück. Mit Mannsdorf konnte er 2016 in die Regionalliga aufsteigen und war bis Sommer 2017 für den Klub aktiv. Danach war er abermals ein halbes Jahr ohne Verein und setzte seine Karriere ab der Winterpause 2017/18 beim SC Retz in der viertklassigen niederösterreichischen Landesliga fort. Bis zu Beginn der COVID-19-Pandemie und der damit verbundenen Einschränkungen im österreichischen Fußball gehörte er zur Stammformation der Retzer.
Im Sommer 2020 wechselte er innerhalb der Liga zum SV Langenrohr, für den er es bis zum Herbst auf sechs Ligaeinsätze brachte und danach nicht mehr zum Einsatz kam. Am Ende der Spielzeit zog es ihn nach Tirol zum Viertligisten SK St. Johann. Nach einer Spielzeit wurde Weissensteiner wieder vereinslos, blieb aber in Tirol und spielte ab der Winterpause 2022/23 für den Sechstligisten SC Kirchberg aus dem Brixental. Nach elf Meisterschaftsspielen  und dem sechsten Platz im Endklassement war er abermals ein halbes Jahr ohne Verein und beendete seine aktive Karriere beim oberösterreichischen Landesligisten SV Bad Ischl, bei dem er es von Sommer bis Winter 2023 jedoch nur mehr auf zwei Kurzeinsätze in der Liga und einen Kurzeinsatz im oberösterreichischen Fußballpokal brachte.